# يونغزتاون (أوهايو)
يونغزتاون (بالإنجليزية: Youngstown)‏ هي مدينة في الولايات المتحدة الأمريكية في ولاية أوهايو، تبعد حوالي 105 كيلومتر جنوب شرق كليفلاند، أوهايو ونحو 100 كليومتر شمال غرب بيتسبرغ، بنسيلفانيا. تبلغ مساحتها 89 كليومتر مربع، فيما يبلغ عدد سكانها 73,818 نسمة حسب احصائية 2007.المدينة تقع على مسافة 10 ميلا (16 كم) إلى الغرب من خط ولاية بنسلفانيا، في منتصف المسافة بين مدينة نيويورك وشيكاغو عبر الطريق السريع 80. سميت المدينة باسم مكتشفها جون يونغ

## التركيبة السكانية
قام مكتب تعداد الولايات المتحدة بتحديد بيانات التركيبة السكانية ليونغزتاون في تعداد الولايات المتحدة. في ما يلي، التركيبة السكانية حسب تعدادي 2000 و2010.

### تعداد عام 2000
بلغ عدد سكان يوركفيل 1,230 نسمة بحسب تعداد عام 2000، وبلغ عدد الأسر 534 أسرة وعدد العائلات 330 عائلة مقيمة في القرية. في حين سجلت الكثافة السكانية 2,013.0 نسمة لكل ميل مربع (777.2/كم2). وبلغ عدد الوحدات السكنية 600 وحدة بمتوسط كثافة قدره 981.9 نسمة لكل ميل مربع (379.1/كم2).
وتوزع التركيب العرقي للقرية بنسبة 97.07% من البيض و1.63% من الأمريكيين الأفارقة و0.98% من عرقين مختلطين أو أكثر.
بلغ عدد الأسر 534 أسرة كانت نسبة 27.9% منها لديها أطفال تحت سن الثامنة عشر تعيش معهم، وبلغت نسبة الأزواج القاطنين مع بعضهم البعض 45.7% من أصل المجموع الكلي للأسر، ونسبة 13.1% من الأسر كان لديها معيلات من الإناث دون وجود شريك، وكانت نسبة 38.2% من غير العائلات. تألفت نسبة 33.3% من أصل جميع الأسر من أفراد ونسبة 18.5% كانوا يعيش معهم شخص وحيد يبلغ من العمر 65 عاماً فما فوق. وبلغ متوسط حجم الأسرة المعيشية 2.88، أما متوسط حجم العائلات فبلغ 2.25.
بلغ العمر الوسطي للسكان 41 عاماً. وكانت نسبة 22.8% من القاطنين تحت سن الثامنة عشر، وكانت نسبة 9.0% بين الثامنة عشر والأربعة وعشرون عاماً، ونسبة 23.0% كانت واقعةً في الفئة العمرية ما بين الخامسة والعشرين حتى الرابعة والأربعين عاماً، ونسبة 19.8% كانت ما بين الخامسة والأربعين حتى الرابعة والستين، ونسبة 25.4% كانت ضمن فئة الخامسة والستين عاماً فما فوق. يوجد لكل 100 أنثى 94.3 ذكر، ويوجد لكل 100 أنثى في الثامنة عشر من عمرها فما فوق 83.8 ذكر.
بلغ متوسط دخل الأسرة في القرية 29,583 دولار، أما متوسط دخل العائلة فبلغ 37,250 دولار. وكان متوسط دخل الذكور 31,063 دولار مقابل 20,909 دولار للإناث. وسجل دخل الفرد الخاص بالقرية 15,957 دولار. وكانت نسبة 7.4% من العائلات ونسبة 10.0% من السكان تحت خط الفقر، وكان من هؤلاء نسبة 16.9% تحت سن الثامنة عشر ونسبة 4.3% في الخامسة والستين من العمر وما فوق.

### تعداد عام 2010
بلغ عدد سكان يوركفيل 1,079 نسمة بحسب تعداد عام 2010، وبلغ عدد الأسر 498 أسرة وعدد العائلات 291 عائلة مقيمة في القرية. في حين سجلت الكثافة السكانية 1,798.3 نسمة لكل ميل مربع (694.3/كم2). وبلغ عدد الوحدات السكنية 570 وحدة بمتوسط كثافة قدره 950.0 لكل ميل مربع (366.8/كم2).
وتوزع التركيب العرقي للقرية بنسبة 98.1% من البيض و0.1% من الأمريكيين الأصليين و1.4% من الأمريكيين الأفارقة و0.4% من عرقين مختلطين أو أكثر.
بلغ عدد الأسر 498 أسرة كانت نسبة 23.5% منها لديها أطفال تحت سن الثامنة عشر تعيش معهم، وبلغت نسبة الأزواج القاطنين مع بعضهم البعض 40.2% من أصل المجموع الكلي للأسر، ونسبة 13.1% من الأسر كان لديها معيلات من الإناث دون وجود شريك، بينما كانت نسبة 5.2% من الأسر لديها معيلون من الذكور دون وجود شريكة وكانت نسبة 41.6% من غير العائلات. تألفت نسبة 36.1% من أصل جميع الأسر من أفراد ونسبة 15.6% كانوا يعيش معهم شخص وحيد يبلغ من العمر 65 عاماً فما فوق. وبلغ متوسط حجم الأسرة المعيشية 2.69، أما متوسط حجم العائلات فبلغ 2.11.
بلغ العمر الوسطي للسكان 46.4 عاماً. وكانت نسبة 17% من القاطنين تحت سن الثامنة عشر، وكانت نسبة 8.6% بين الثامنة عشر والأربعة وعشرون عاماً، ونسبة 22.6% كانت واقعةً في الفئة العمرية ما بين الخامسة والعشرين حتى الرابعة والأربعين عاماً، ونسبة 29.8% كانت ما بين الخامسة والأربعين حتى الرابعة والستين، ونسبة 22.1% كانت ضمن فئة الخامسة والستين عاماً فما فوق. وتوزع التركيب الجنسي للسكان بنسبة 47.5% ذكور و52.5% إناث.

## تاريخ
سميت جون يونغ على اسم النيويوركي الأصل «جون يونغ» الذي استكشف المنطقة في 1796، واستقر هناك بعد ذلك.
في فبراير اشترى يونغ ملكية 63 كليومتر مربع من شركة الأرض الغربية بمبلغ16,085 $.
وفي 1797 تأسست يونغ تاون وسجلت رسمياً كمدينة في 19 اوغسطس عام 1802. تمتلك المدينة أحد أهم الجامعات في ولاية أوهايو (يونقزتاون ستيت)
وفقا لتعداد عام 2010، يونغزتاون تحتوي على 26,839 عوئل و15,150 فتاة في المدينة.تبلغ الكثافة السكانية 755.2/km ² (1958.5/sq ميل) .البنية عنصرية من المدينة 47.0٪ أبيض، 45.2٪ افريقى، أمريكية أصلية 0.4٪، 0.4٪ آسيوية، 0.02٪ جزري مسالمة، 3.3 وبعض سباق أخرى، و3.7٪ من اثنان أو كثير أجناس. هيسبنيك أو لاتيني من أي جنس كان 9.3٪ من السكان. بين السكان من اصل إسباني و5.7٪ من بورتوريكو، 1.9٪ المكسيكية، 0.1٪ الكوبي، و0.7٪ من أصل إسباني أو بعض الدول الأخرى لاتيني.
تحتل المدينة المرتبة العاشرة في الولايات المتحدة من حيث أفضل مكان لبدأ أي مشروع.
تشتهر المدينة بجامعة يونغزتاون، من أفضل الجامعات في ولايه أوهايو .تم بناء هذة الجامعة بتاريخ 1908، حينما كانت جامعة خاصة.في تاريخ 1967 هذه الجامعة صارت تتبع للحكومة.